# Chédigny
Chédigny è un comune francese di 565 abitanti situato nel dipartimento dell'Indre e Loira nella regione del Centro-Valle della Loira.

## Società

### Evoluzione demografica
Abitanti censiti

### Qualità della vita
Dal 1991, questa città ha piantato più di 800 rose sui marciapiedi delle sue strade, ottenendo nel 2013 il marchio francese di "Jardin Remarquable" (giardino notevole).